# Loreen
Loreen, pseudonimo di Lorine Zineb Nora Talhaoui (Stoccolma, 16 ottobre 1983), è una cantante svedese.
Ha vinto l'Eurovision Song Contest in due occasioni rappresentando la Svezia: la prima volta nel 2012 con il brano Euphoria e la seconda nel 2023 con Tattoo.

## Biografia
Figlia di immigrati marocchini di origine berbera, Loreen è nata nella capitale svedese ed è cresciuta nel quartiere Gryta di Västerås.
È salita alla ribalta nel 2004 con la sua partecipazione alla prima edizione del talent show svedese Idol, dove si è piazzata 4ª nella classifica finale. L'anno successivo è uscito il suo primo singolo in collaborazione con il gruppo Rob'n'Raz, The Snake. Nello stesso anno ha iniziato a lavorare come presentatrice televisiva per TV400. Ha poi lavorato come produttrice e direttrice artistica per spettacoli televisivi di TV3, TV4 e SVT.
Nel 2011 ha preso parte al Melodifestivalen, il programma di selezione del rappresentante svedese all'Eurovision Song Contest, dove ha presentato l'inedito My Heart Is Refusing Me, senza però qualificarsi per la finale. Il singolo ha comunque ottenuto un buon successo commerciale, conquistando il 9º posto della classifica svedese e venendo certificato doppio disco di platino con oltre 80 000 unità vendute nel paese. Più tardi nello stesso anno è uscito il singolo Sober, certificato disco di platino.
Nel 2012 Loreen ha nuovamente partecipato al Melodifestivalen, vincendo con la sua Euphoria e conquistando il diritto di rappresentare la Svezia all'Eurovision Song Contest 2012 a Baku. Alla manifestazione europea ha trionfato conquistando 372 punti, quello che allora era il secondo punteggio più alto della storia del contest. Euphoria è diventata un tormentone estivo internazionale: ha ottenuto dischi d'oro e di platino in 11 paesi e ha raggiunto la vetta delle classifiche, fra gli altri, di Austria, Germania e Svizzera. Nell'ottobre 2012 è uscito il suo album di debutto, Heal, numero uno e disco di platino in Svezia. All'Eurovision Song Contest 2013, che si è tenuto proprio in Svezia, Loreen si è esibita come ospite.
Nel 2015 ha pubblicato i singoli Paper Light (Higher) in marzo, I'm in It with You nel mese di agosto e Under ytan nel mese di dicembre. Quest'ultimo brano è una cover dell'omonimo brano del 1994 di Uno Svenningsson. Nel 2017 si è presentata per la terza volta al Melodifestivalen con il brano Statements, ma non è riuscita a qualificarsi per la finale. Nello stesso anno ha pubblicato l'EP Nude, seguito dal suo secondo album in studio Ride.
Loreen ha preso parte al Melodifestivalen per la quarta volta nel 2023, dove ha presentato il suo nuovo singolo Tattoo. Nella finale il voto combinato di giuria e pubblico l'ha eletta vincitrice e rappresentante nazionale sul palco eurovisivo a Liverpool. Loreen è la prima artista del terzo millennio a vincere il Melodifestivalen due volte. Nel maggio successivo, dopo essersi qualificata dalla prima semifinale, Loreen si è esibita nella finale eurovisiva, risultando vincitrice con 583 punti totalizzati, diventando così la prima donna nella storia a riuscirci due volte. In ottobre ha pubblicato il singolo Is It Love. Nel maggio 2024, a ridosso dell'Eurovision Song Contest, è uscito il singolo Forever, eseguito la prima volta proprio durante la serata finale della manifestazione; nel frattempo ha annunciato un tour europeo che partirà nei primi mesi del 2025 e con il quale farà tappa anche in Italia, a Milano.

## Vita privata

Firma di Loreen

Loreen è apertamente bisessuale. È politicamente attiva: nel 2012, durante la sua partecipazione eurovisiva in Azerbaigian, ha apertamente condannato le violazioni dei diritti umani nel paese. Nella stessa estate, ospitata in Bielorussia allo Slavianski Bazaar, ha incontrato prigionieri e oppositori politici. È stata inoltre ambasciatrice per il comitato svedese per l'Afghanistan, che l'ha portata a visitare il paese nel 2013. Nel 2022 si è esibita a Sverige samlas och hjälper, evento benefico per l'invasione russa dell'Ucraina.

## Discografia

### Album in studio
- 2012 – Heal
- 2017 – Ride

### EP
- 2017 – Nude
- 2020 – Så mycket bättre 2020 - Tolkningarna
- 2025 – Sages (con Ólafur Arnalds)

### Singoli
- 2011 – My Heart Is Refusing Me
- 2011 – Sober
- 2012 – Euphoria
- 2012 – Crying Out Your Name
- 2013 – In My Head
- 2013 – We Got the Power
- 2015 – Paper Light (Higher)
- 2015 – I'm in It with You
- 2015 – Under ytan
- 2017 – Statements
- 2017 – Body
- 2017 – Jungle (feat. Elliphant)
- 2017 – 71 Charger
- 2017 – Hate the Way I Love You
- 2017 – Ride
- 2019 – Walk with Me
- 2023 – Tattoo
- 2023 – Is It Love
- 2024 – Forever
- 2024 – Warning Sings
- 2024 – Gravity

### Singoli promozionali
- 2013 – Heal
- 2020 – Fiction Feels Good
- 2020 – Du är min man
- 2020 – Alice
- 2020 – Jag är en vampyr
- 2021 – Sötvattentårar
- 2022 – Neon Lights

### Collaborazioni
- 2013 – Requiem Solution (Kleerup feat. Loreen)